# Speocirolana pubens
Speocirolana pubens là một loài chân đều trong họ Cirolanidae. Loài này được Bowman miêu tả khoa học năm 1982.